# Беш-Мойнок
Беш-Мойнок (кирг. Беш-Мойнок) — село в Сузакском районе Джалал-Абадской области Кыргызстана. Входит в состав Барпынского айылного аймака.

## География
Село расположено в юго-восточной части области, на левом берегу реки Чангет, на расстоянии приблизительно 12 километров (по прямой) к востоко-юго-востоку от села Сузак, административного центра района.

## Население
Согласно оценочным данным Национального статистического комитета Кыргызской Республики, численность населения села на начало 2023 года составляла 1773 человека.
| год     | 2009 | 2014 | 2015 | 2020 | 2021 | 2023 |
| ------- | ---- | ---- | ---- | ---- | ---- | ---- |
| человек | 1324 | 1187 | 1460 | 1690 | 1718 | 1773 |